# Бенџамин Пајн
Сер Бенџамин Чили Кембел Пајн (енгл. Sir Benjamin Chilley Campbell Pine; 1809–1891) је био британски управник разних колонијалних области кроз историју. Управљао је у Наталу, Гани, Антигви, Острвима заветрине и Западној Аустралији.

## Живот
Рођен 1809, Бенџамин Пајн је постао каријерни чиновник у британској колонијалној служби. Од 1850. до 1855. био је намесник колоније Натал у Африци, а од марта 1857. до 17. априла 1858. био је гувернер Гане.
Пајн је, 30. јула 1868, краљевским указом, тзв. патентним писом, постављен на место гувернера Западне Аустралије. Убрзо је упражњено место гувернера Острва заветрине и одлучено је да се он пошаље тамо уместо у Аустралију. Никада није ни стигао у Западну Аустралију а прошло је шест месеци пре него што су у колонију стигле вести да он неће доћи.
На Острвима заветрине служио је од 1869. до 1871. Од тада па до 1873. се налази на позицији гувернера Антигве али наставља да управља свим острвима. Умире 1891.

## Статус у Западној Аустралији
Френсис Берт, гувернер Западне Аустралије и бивши судија и адвокат, је 1996. покренуо питање Пајнове управе и да ли се он може сматрати бившим гувернером. Донео је закључак да је именовање путем патентног писма заједно са прогласом у локалним новинама представља законски доказ да је Пајн заиста био гувернер иако никада није положио заклетву у колонији.